# St. Pauli Bürgerverein von 1843
Der St. Pauli Bürgerverein von 1843 e. V. wurde 1843 gegründet und ist damit der älteste Bürgerverein Deutschlands sowie der erste Bürgerverein Hamburgs.
Seit dem 1. Januar 2018 ist der Bürgerverein als gemeinnützig anerkannt und berechtigt, Spenden anzunehmen. Er wird im Vereinsregister beim Amtsgericht Hamburg unter der Nummer VR 17885 geführt.

## Geschichte
Als Gründungstag ist der 8. März 1843 überliefert, als Gründungsort wird die Gaststätte „Landhaus an der Heerstraße“ (heutige Feldstraße 60–61, Ecke Glacischaussee) angegeben. Der Verein sollte als eine Interessenvertretung der Bürger gegen die herrschende Politik gelten.
Bei der Gründung hatte der Verein 12, kurze Zeit später bereits 110 aktive Mitglieder. Die Anzahl entwickelte sich bis Ende 1848 auf 162, um 1900 wurden sogar 4000 Mitglieder verzeichnet.
In den ersten 15 Jahren des Vereinsbestehens gab es 13 verschiedene Präsidenten im Vorstand. Erster Präsident war der Kaufmann Matthias Mahlandt.
Am 17. August 1848 führte der Verein eine unabhängige verfassungsgebende Versammlung durch.
1934 wurden die Bürgervereine zu Heimatvereinen herabgestuft und erst nach dem Zweiten Weltkrieg mit der Gründung des Verbandes Deutscher Bürgervereine wiederbelebt.
1949 trat Willy Bartels dem Bürgerverein bei.
Anfang der 1960er Jahre war Friedrich Winkelmann Erster Vorsitzender des Bürgervereins und 1962 übernahm Studiendirektor Dr. Bruno Hess (* 1910) für 23 Jahre das Amt. Ihm folgte im Januar 1986 Harry H. Oest, der 1979 Mitglied des Vereins geworden war. Er verstarb am 8. August 1997.
Seine Nachfolge trat Ralph Lindenau an. Vom 11. November 1997 an leitete dieser den Verein rund 20 Jahre lang.
Im April 2018 übergab Ralph Lindenau den Vorsitz an Dieter Lohberger. Lindenau wurde gleichzeitig zum Ehrenvorsitzenden ernannt. Zweiter Vorsitzender wurde Ekkehart Opitz, den Posten des Schatzmeisters übernahm Carsten Maywald. Bei der Jahreshauptversammlung im April 2021 wurde der Vorstand neu besetzt und der Vereinsvorsitz auf die beiden Unternehmer Benedikt Pliquett und Tomas Benakovic übertragen.

## Inhalte und Aktivitäten
Nach überlieferten Protokollen waren die ersten Themen des Vereins
- zeitgemäße Verbesserung des Vormundschaftswesens in St. Pauli
- schlechte Beleuchtung der Gegend um Millerntor und Dammtor
- Verbesserung des Grenzgrabens zwischen Altona und St. Pauli
- Anlage eines Stadttores zwischen den Stadtteilen
- Beratung bei Anträgen (Suppliken) in Sachen Baugesetz und Grundsteuer

Mit einer Schillingsammlung unterstützte er den Turmbau von St. Nikolai.
Im Jahr 1848 beteiligte sich der Verein am Aufbau der deutschen Flotte für den Verteidigungskampf Deutschlands gegen Dänemark.
Schon damals sollte das Heiligengeistfeld bebaut werden. Der Hamburg St. Pauli Turnverein wollte eine Halle errichten, dies wurde aber durch den Widerstand des Bürgervereins verhindert.
1989 wurden mehr als 10.000 Unterschriften gegen die Bebauung des Heiligengeistfeldes mit dem „Super Dome“ gesammelt.
1997 setzte sich der Verein vergeblich für den Erhalt des Hafenkrankenhauses ein. Unter seinem damaligen Vorsitzenden Harry H. Oest wurde Montagsdemos organisiert und über 50.000 Unterschriften gesammelt. Auch die daraus entstandene Initiative „Ein Stadtteil steht auf – Rettet das Hafenkrankenhaus“ konnte die Schließung nicht aufhalten.
Holger Hanisch führte die Montagsdemos fort und gründete auch das „CaFée mit Herz“, eine Sozialeinrichtung für arme, arbeits- und obdachlose Menschen auf St. Pauli.
2004 wurde dem Verein der Portugaleser „Bürger danken“ überreicht.
Im Januar 2008 schlossen die Bürgervereine St. Pauli und Duisburg-Ruhrort die erste Stadtteilpartnerschaft.
Seit 2015 bietet der Verein neben der Vertretung der Bewohnerinteressen auch sozial geprägte Veranstaltungen an, wie zum Beispiel das Projekt „Schöne Tage“ (nicht nur) für Flüchtlingskinder.
Am 29. Juni 2017 wurde der „Sankt Paulus“-Tag ins Leben gerufen.

## Vereinszeitschrift
Die Vereinszeitschrift wurde bereits 1925 unter dem Namen „Vereinszeitung St. Pauli Bürgerverein“ herausgebracht. Im März 1950 wurde sie umbenannt in „St. Pauli Kurier“, von 1965 bis September 1998 publizierte sie unter dem Namen „Der Hamburger Bürger“, danach als „Die Bürgerzeitung“, seit 2011 unter dem Obmann/Chefredakteur Hartmut Roderfeld in  „Der St. Paulianer“ umbenannt. Die Zeitschrift wurde nach der letzten Ausgabe von März/April 2021 eingestellt.
Von 1996 bis 1998 veröffentlichte der Verein das „St. Pauli Bürgermagazin“ im „Offenen Kanal“.